# Shea Norman
Alen VonShea Norman (Memphis (Tennessee), 2 de noviembre de 1971 – 26 de octubre de 2017), que adoptó el nombre de Shea Norman, fue un músico y cantante de gospel estadounidense. 

## Carrera
La primera iglesia de Norman fue la Iglesia de la Bondad de Jesús de Millington bajo la tutela del reverendo Carl Payne. Los últimos trece años de su vida, Norman fue miembro del Centro Cristiano Nuevo Crecimiento en Cristo ubicado en Memphis pero también ayudó desde 2012 a la Iglesia Cristiana Ekklesia, ubicada en Sheffield, Alabama.
Comenzó su carrera musical en 2004, con la publicación de My Heart Depends on You de Verity Records y su canción más conocida fue "'Tis So Sweet", que entró en el WOW Gospel 2005.